# ミゲル・カルドナ
ミゲル・カルドナ（英 : Miguel Cardona、1975年7月11日 - ）は、アメリカ合衆国の政治家、教育者。第12代アメリカ合衆国教育長官などを務めた。

## 来歴
コネチカット州ニューヘイブン郡メリデン出身。両親はプエルトリコ出身で、父は地元メリデンの警察官として働いた。第一言語はスペイン語で、幼稚園に入園してから英語を学んだ。その後、H.C.ウィルコックス工業高等学校で、自動車について学んだ。
高校卒業後、セントラル・コネチカット州立大学に進学し、BSを取得。その後、メリデンにあるイスラエル・パトナム小学校で教鞭を取り、2003年からはハノーバー小学校で校長を務めた。また、コネチカット大学でMS、Ed.S.、Ed.D.をそれぞれ取得した。校長昇進後は学区の教育長補佐などを経て、2019年8月8日からコネチカット州教育長を務めた。
2020年12月22日、ジョー・バイデンがカルドナを教育長官に指名する人事を発表。翌2021年3月1日、上院で当該人事案が64対33の賛成多数で承認され、翌3月2日、教育長官に就任。